# Norbert F. Schneider

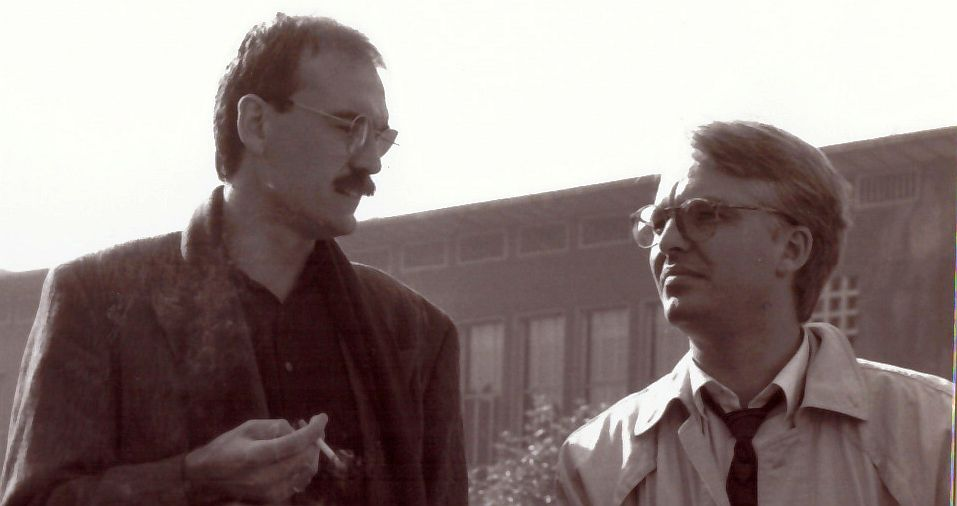
Norbert F. Schneider (l.) und Bernd Halfar auf dem Soziologentag 1990 in Frankfurt am Main

Norbert F. Schneider (* 23. August 1955 in Rehau) ist ein deutscher Soziologe. Er war von 2009 bis 2021 der Direktor des Bundesinstituts für Bevölkerungsforschung (BiB) und ist seit 2011 Gastprofessor für Soziologie an der Universität Wien und seit 2012 Honorarprofessor an der Goethe-Universität Frankfurt am Main.

## Ausbildung und berufliche Tätigkeit
Schneider studierte Soziologie, Psychologie und Pädagogik an der Universität Erlangen-Nürnberg und der Universität Bamberg, erlangte 1982 das Diplom in Soziologie, promovierte 1986 zum Dr. rer. pol. und habilitierte im Jahr 1994.
Er arbeitete als wissenschaftlicher Mitarbeiter an der Universität Bamberg, war 1985 bis 1987 Geschäftsführer des Forschungs- und Beratungsunternehmens Xit in Nürnberg und anschließend wissenschaftlicher Mitarbeiter am Institut für empirische Soziologie der Universität Erlangen-Nürnberg.
Von 1988 bis 1995 war er als Akademischer Rat an der Universität Bamberg tätig und anschließend bis 1997 Arbeitsbereichsleiter und Vertreter des Institutsleiters am Staatsinstitut für Familienforschung (ifb) in Bamberg. Von 1997 bis 2009 war er Professor für Soziologie an der Universität Mainz. 
Vom 1. April 2009 bis zum 30. September 2021 war er der Direktor des Bundesinstituts für Bevölkerungsforschung.
Von 2022 bis 2025 war er Präsident der Deutschen Gesellschaft für Demographie (DGD).

## Werk
Seine Forschungsschwerpunkte liegen in den Bereichen der Familien- und der Mobilitätssoziologie, der Social Demography, Konsumsoziologie und Soziologie der Sexualität.
Er war in mehreren Gremien beratend tätig. Insbesondere war er von Juni 2010 bis 2017 Mitglied des Expertenrates Demografie beim Bundesministerium des Innern (BMI) und Mitglied der Sachverständigenkommission zum Achten Familienbericht beim Bundesministerium für Familie, Senioren, Frauen und Jugend (BMFSFJ).

## Publikationen
Das Bundesinstitut für Bevölkerungsforschung nennt als ausgewählte Veröffentlichungen Norbert F. Schneiders (Stand: August 2021) 17 Monographien, 18 Herausgeberschaften, 63 Beiträge in Sammelbänden, 23 begutachtete Aufsätze in Fachzeitschriften, 14 Handbuchartikel, 35 weitere Beiträge in Zeitschriften, Materialien und Dokumentationen und fünf Rezensionen.
Veröffentlichungen (Auswahl)
- mit Michaela Kreyenfeld (Eds.) (2021): Research Handbook on the Sociology of the Family. Cheltenham: Edward Elgar. doi:10.4337/9781788975544
- mit Erlinghagen, Marcel, Andreas Ette, Nils Witte (Eds.) (2021): The Global Lives of German Migrants. Consequences of International Migration Across the Life Course: Springer
- mit Martin Bujard, Christof Wolf, Tobias Gummer, Karsten Hank and Franz J. Neyer (2021): Family Research and Demographic Analysis (FReDA): Evolution, Framework, Objectives, and Design of “The German Family-Demographic Panel Study”. Comparative Population Studies, 46, 149-186,  Doi:10.12765/CPoS-2021-06
- mit Brehm, Uta (2019): Towards a Comprehensive Understanding of Fertility: The Model of Dyadic Pathways. Comparative Population Studies, 44, 3-36. Doi:10.12765/CPoS-2019-01en6
- mit Sabine Diabaté (2020): Familienleitbilder. In: Jutta Ecarius, Anna Schierbaum (Hrsg.): Handbuch Familie. Wiesbaden: Springer VS, doi:10.1007/978-3-658-19416-1_30-1
- mit Tim Aevermann (2017): Demografie – Geschlecht als Effekt und Motor des demografischen Wandels. In: Handbuch Interdisziplinäre Geschlechterforschung. Geschlecht und Gesellschaft, Vol. 65. Hrsgg. von Beate Kortendiek, Birgit Riegraf, Katja Sabisch. Wiesbaden: Springer VS, S. 1173-1183. doi:10.1007/978-3-658-12500-4_67-1
- mit Heiko Rüger, Silvia Ruppenthal (2015): Mobilität und mobile Lebensformen. In: Yasemin Niephaus, Michaela Kreyenfeld, Reinhold Sackmann (Hrsg.): Handbuch Bevölkerungs-soziologie. Wiesbaden: Springer VS, S. 501–525
- Familie in Westeuropa. Von der Institution zur Lebensform. In: Paul B. Hill, Johannes Kopp (Hrsg.): Handbuch Familiensoziologie. Wiesbaden 2015: Springer, S. 21–53
- mit Thomas Skora, Heiko Rüger (2014): Beruflich bedingte Mobilitätserfahrungen im Lebensverlauf und ihre Bedeutung für die Familienentwicklung. Ein Kohortenvergleich. In: Anja Steinbach, Marina Hennig, Oliver Arránz Becker (Hrsg.): Familie im Fokus der Wissenschaft. Wiesbaden: Springer VS, S. 173–202
- mit Diabaté, Sabine; Ruckdeschel, Kerstin. Familienleitbilder in Deutschland. Kulturelle Vorstellungen zur Partnerschaft, Elternschaft und Familienleben. Beiträge zur Bevölkerungswissenschaft Bd. 48, 2015, Opladen, Berlin, Toronto: Verlag Barbara Budrich.
- mit Beate Collet (Hrsg.):  Mobile Living Across Europe II. Causes and Consequences of Job-Related Spatial Mobility in Cross-National Comparison, Verlag Barbara Budrich, ISBN 978-3-86649-199-1, 2010
- mit Olaf Kapella, Christiane Rille-Pfeiffer und Marina Rupp (Hrsg.): Family Diversity. Collection of the 3rd European Congress of Family Science, Verlag Barbara Budrich, ISBN 978-3-86649-299-8, 2010
- mit Olaf Kapella, Christiane Rille-Pfeiffer und Marina Rupp (Hrsg.): Die Vielfalt der Familie. Tagungsband zum 3. Europäischen Fachkongress Familienforschung, Verlag Barbara Budrich, ISBN 978-3-86649-252-3, 2009
- mit Gerardo Meil (Hrsg.): Mobile Living Across Europe I. Relevance and Diversity of Job-Related Spatial Mobility in Six European Countries, Verlag Barbara Budrich, ISBN 978-3-86649-220-2, 2008
- Lehrbuch Moderne Familiensoziologie: Theorien, Methoden, empirische Befunde, Verlag Barbara Budrich, UTB, ISBN 978-3-86649-966-9, ISBN 3-8252-8409-3, 2008
- mit Heiko Rüger: Value of Marriage. Der subjektive Sinn der Ehe und die Entscheidung zur Heirat, Lucius & Lucius Verlag, Zeitschrift für Soziologie, Jg. 36, Heft 2, April 2007, S. 131–152 – online (PDF)
- mit Heike Matthias-Bleck: Elternschaft heute. Gesellschaftliche Rahmenbedingungen und individuelle Gestaltungsaufgaben, Zeitschrift für Familienforschung ZfF, Sonderheft 2, Leske und Budrich, ISBN 3-8100-3358-8, 2002
- mit Ruth Limmer, Kerstin Ruckdeschel: Mobil, flexibel, gebunden: Familie und Beruf in der mobilen Gesellschaft, Campus, ISBN 3-593-37168-5, 2002
- mit Dorothea Krüger, Vera Lasch, Ruth Limmer, Heike Matthias-Bleck: Alleinerziehen: Vielfalt und Dynamik einer Lebensform, Juventa, ISBN 3-7799-1434-4, 2001
- mit Kerstin Hartmann, Ruth Limmer: Berufsmobilität und Lebensform. Sind berufliche Mobilitätserfordernisse in Zeiten der Globalisierung noch mit Familie vereinbar?, Staatsinstitut für Familienforschung an der Universität Bamberg (ifb) und Johannes-Gutenberg Universität Mainz, ifb-Materialien 8-2001 – online (PDF; 2,2 MB)
- mit Doris Rosenkranz (Hrsg.): Konsum: soziologische, ökonomische und psychologische Perspektiven, Lehrtexte Soziologie, Leske und Budrich, ISBN 3-8100-2506-2, 2000
- mit Walter Bien: Kind ja, Ehe nein? Status und Wandel der Lebensverhältnisse von nichtehelichen Kindern und von Kindern in nichtehelichen Lebensgemeinschaften, DJI: Familiensurvey 7, Leske und Budrich, ISBN 3-8100-2043-5, 1998 – online (PDF; 1,2 MB)